# Resolutie 1967 Veiligheidsraad Verenigde Naties
Resolutie 1967 van de Veiligheidsraad van de Verenigde Naties werd op 19 januari 2011 unaniem aangenomen door de VN-Veiligheidsraad. De resolutie autoriseerde de stationering van 2000 bijkomende blauwhelmen in Ivoorkust.

## Achtergrond
In 2002 brak in Ivoorkust een burgeroorlog uit tussen de regering in het christelijke zuiden en rebellen in het islamitische noorden van het land. In 2003 leidden onderhandelingen tot de vorming van een regering van nationale eenheid en waren er Franse en VN-troepen aanwezig. In 2004 zegden de rebellen hun vertrouwen in de regering op en namen opnieuw de wapens op. Het noorden van het land werd voornamelijk door deze Forces Nouvelles gecontroleerd.
Na de presidentsverkiezingen eind 2010 ontstonden wederom onlusten toen zittend president Laurent Gbagbo op post bleef ondanks de internationaal erkende overwinning van Alassane Ouattara.

## Inhoud

### Waarnemingen
Op 7 januari had de Secretaris-generaal van de Verenigde Naties in een brief aanbevolen tijdelijk 2000 bijkomende blauwhelmen naar Ivoorkust te sturen. Men was zeer bezorgd om het geweld en de mensenrechtenschendingen in dat land; ook tegen VN-vredeshandhavers en burgers.

### Handelingen
De Veiligheidsraad autoriseerde de ontplooiing van 2000 bijkomende troepen bij UNOCI tot 30 juni 2011. Er werd ook besloten de tijdelijke militaire en politiecapaciteiten die met resolutie 1942 waren geautoriseerd ook tot 30 juni 2011 te verlengen. Voorts mocht de secretaris-generaal de troepen die tijdelijk van UNMIL naar UNOCI waren overgeplaatst vier weken langer in Ivoorkust houden. Daarbij werd ook de tijdelijke overdracht van drie bewapende en bemande helikopters van UNMIL aan UNOCI geautoriseerd. Verder mochten 60 agenten van de politie-eenheden ingezet worden tegen de dreiging van ongewapende menigten.
De Veiligheidsraad eiste dat alle partijen de veiligheid en bewegingsvrijheid van UNOCI en de Franse ondersteuningstroepen respecteerden. Ook werd aangedrongen om de blokkade van het Golf-hotel, waar Alassane Ouattara zijn hoofdkwartier had, op te heffen. Ten slotte eiste ze dat de media, en vooral de Ivoriaanse staatsomroep, niet langer gebruikt zouden worden om valse informatie te verspreiden en aan te zetten tot haat en geweld.

## Verwante resoluties
- Resolutie 1951 Veiligheidsraad Verenigde Naties (2010)
- Resolutie 1962 Veiligheidsraad Verenigde Naties (2010)
- Resolutie 1968 Veiligheidsraad Verenigde Naties
- Resolutie 1975 Veiligheidsraad Verenigde Naties

Lijst ·  1967 ·  1968 ·  1969 ·  1970 ·  1971 ·  1972 ·  1973 ·  1974 ·  1975 ·  1976 ·  1977 ·  1978 ·  1979 ·  1980 ·  1981 ·  1982 ·  1983 ·  1984 ·  1985 ·  1986 ·  1987 ·  1988 ·  1989 ·  1990 ·  1991 ·  1992 ·  1993 ·  1994 ·  1995 ·  1996 ·  1997 ·  1998 ·  1999 ·  2000 ·  2001 ·  2002 ·  2003 ·  2004 ·  2005 ·  2006 ·  2007 ·  2008 ·  2009 ·  2010 ·  2011 ·  2012 ·  2013 ·  2014 ·  2015 ·  2016 ·  2017 ·  2018 ·  2019 ·  2020 ·  2021 ·  2022 ·  2023 ·  2024 ·  2025 ·  2026 ·  2027 ·  2028 ·  2029 ·  2030 ·  2031 ·  2032